# Deltebro
Deltebro (oficialmente en catalán: Deltebre) es un municipio de Cataluña, España. Pertenece a la provincia de Tarragona, en la comarca del Bajo Ebro, y está situado en el centro del Delta del Ebro, al norte del río. Se formó en 1977 por la unión de la partida de Jesús y María y la partida de La Cava que, a su vez, se habían segregado de Tortosa en ese mismo año. Es la población más cercana a la desembocadura del río Ebro.

## Historia
Se conoce poco sobre la historia de Deltebre. Según la tradición, fueron los moriscos los primeros que se instalaron en la zona. A mediados del siglo XVIII existían algunos asentamientos temporales en la zona del Delta.
En 1818 se construyó la iglesia de San Miguel de la Cava y la población empezó a organizarse alrededor de la misma. El municipio se formó en 1977 por unión de las localidades de Jesús y María y La Cava.

## Economía
A finales del siglo XIX, y tras la construcción del canal del Ebro, el cultivo del arroz se convirtió en la principal actividad agrícola en Deltebre, convirtiéndose prácticamente en un monocultivo. Existen algunas explotaciones familiares de productos de la huerta. Desde 1955 cuenta con una cooperativa arrocera. También hay turismo, que cada vez está creciendo más.
Durante la burbuja inmobiliaria una de las principales actividades económicas, y tal vez la más lucrativa, fue el sector de la construcción, pero con la caída del precio del ladrillo, Deltebre ha sufrido un fuerte aumento de la tasa de desempleo, y una precarización muy notable de los sueldos y el nivel de vida.[cita requerida]
A día de hoy, se sitúa en las afueras del pueblo la fábrica empaquetadora y el almacén de las marcas comerciales Arroz Bayo, Nomen y la cooperativa local Segadors del Delta.

## Demografía
Cuenta con una población de 11 951 habitantes (INE 2024).

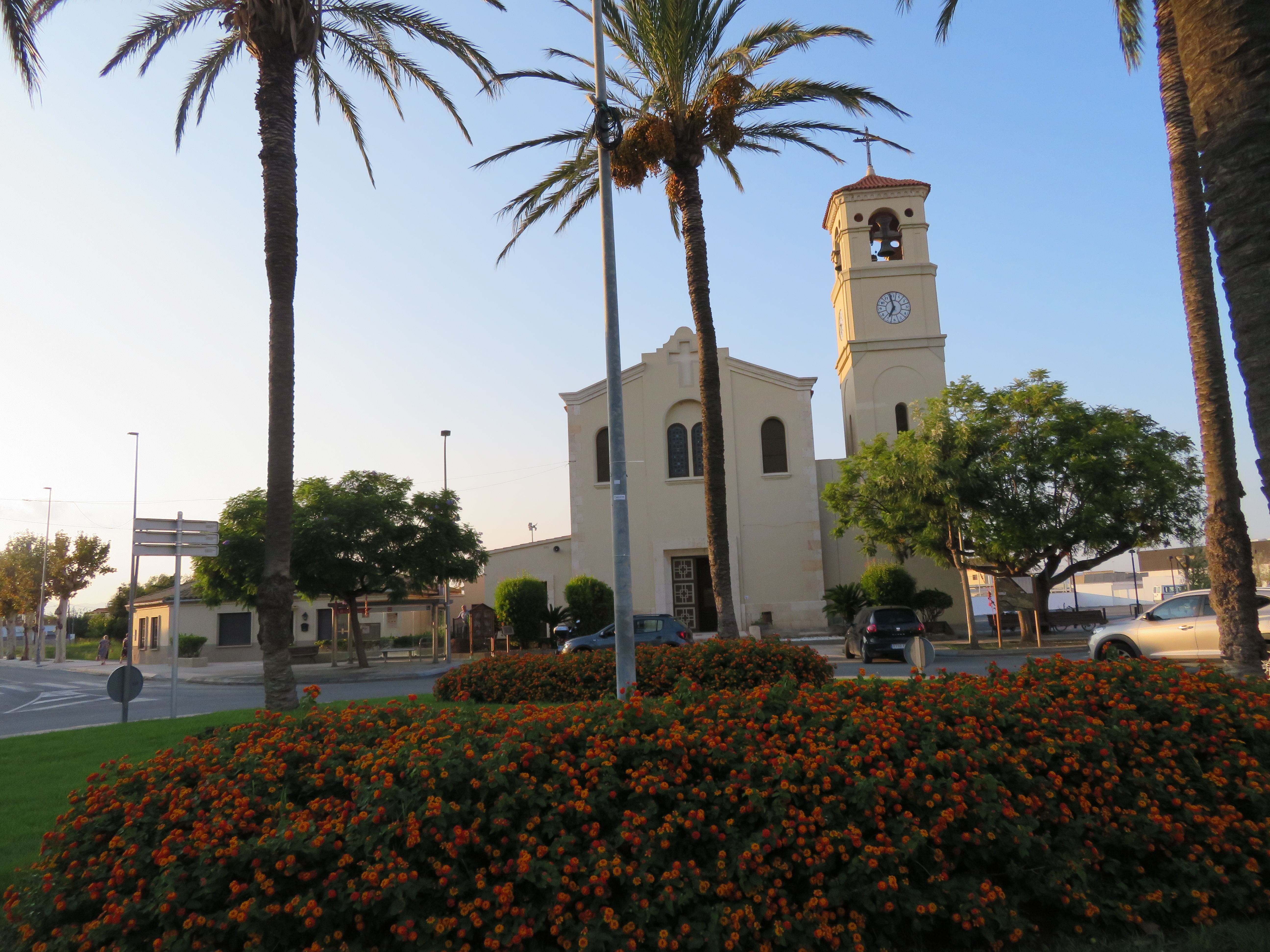
Jesús i Maria (Deltebre)

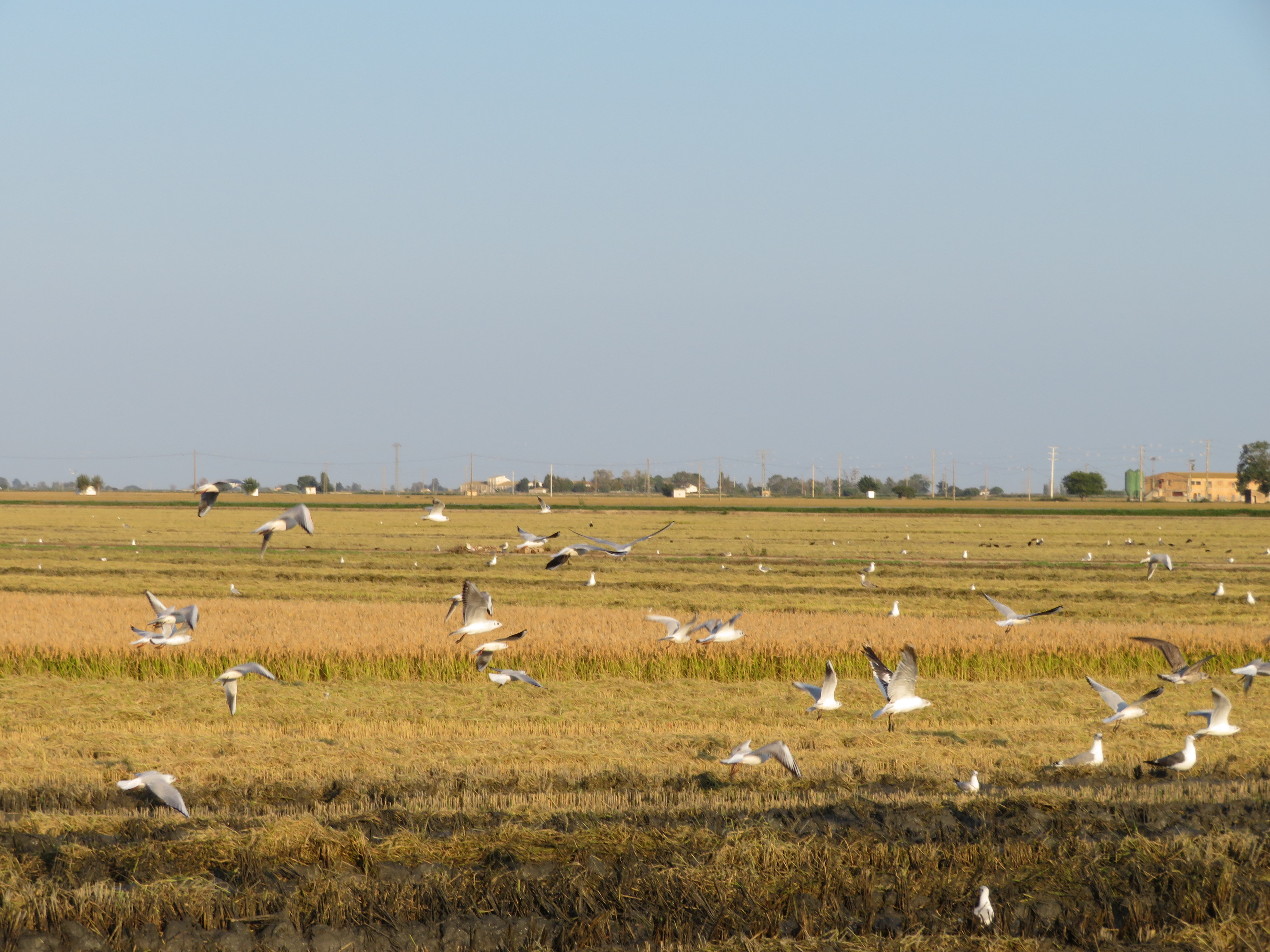
Fauna de Deltebre

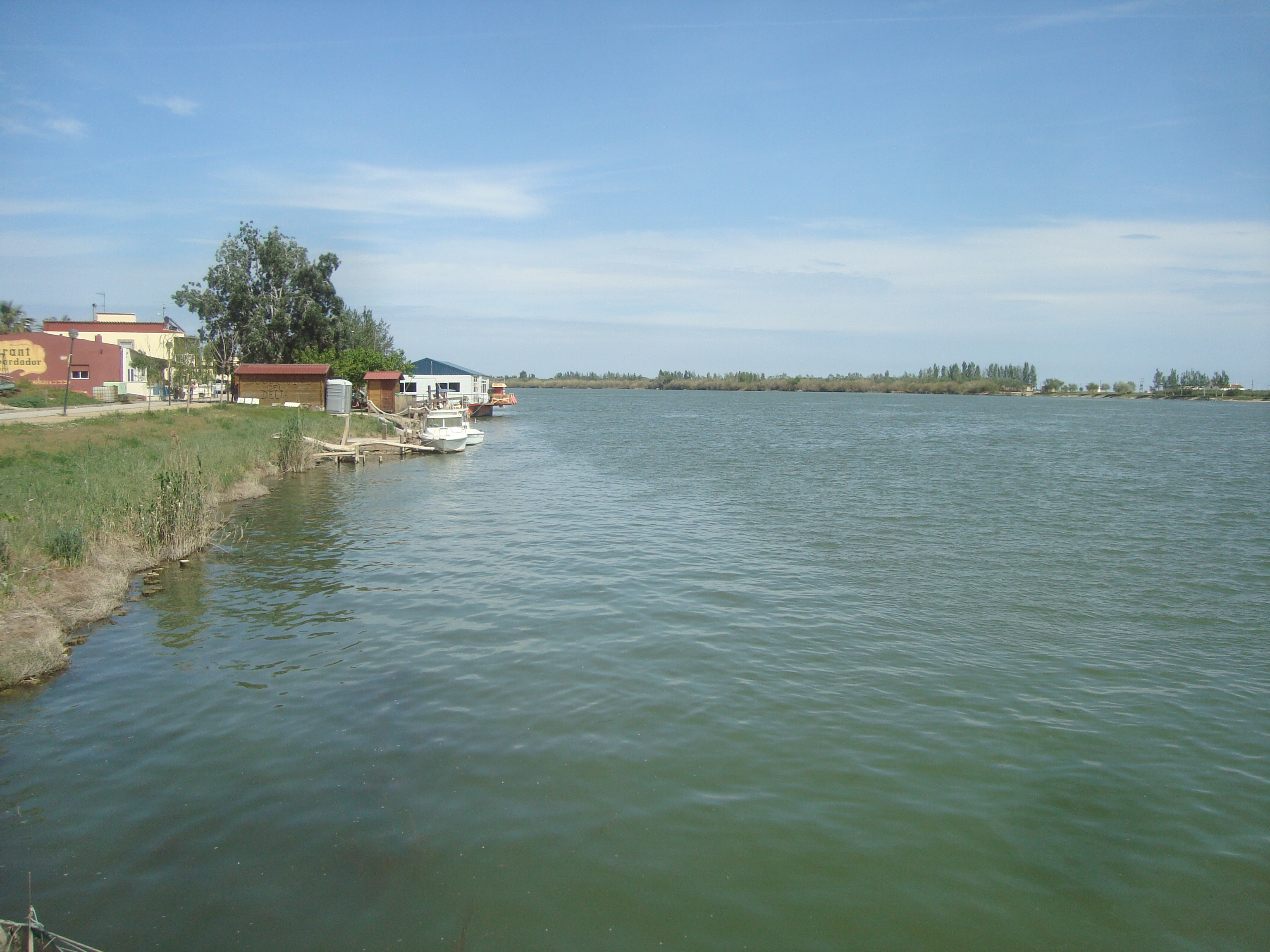
Río Ebro a su paso por Deltebre

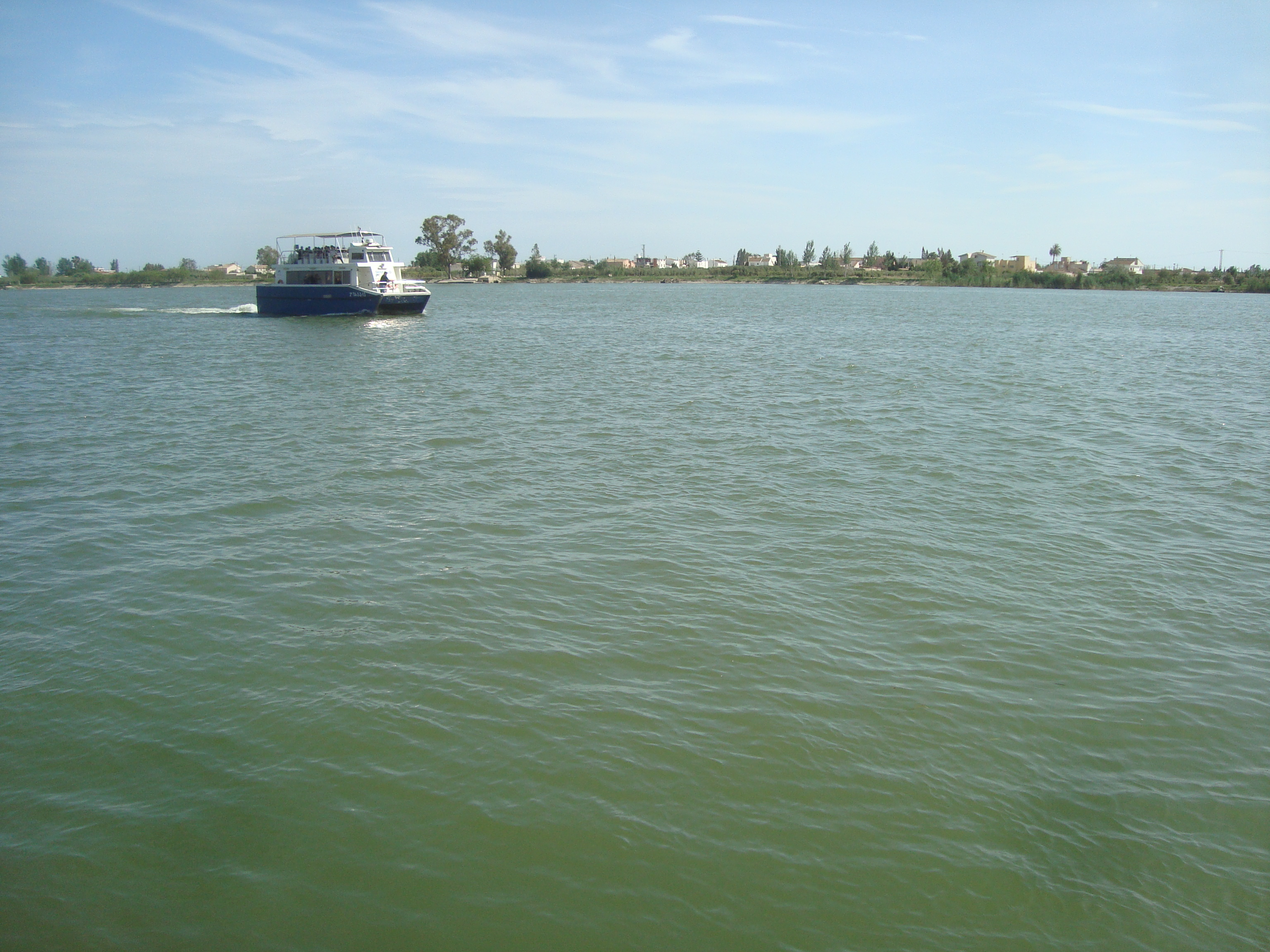
Embarcación turística navegando por el río Ebro

| Gráfica de evolución demográfica de Deltebre entre 1981 y 2021 |
| |
| Población de derecho según los censos de población del INE Población de hecho según los censos de población del INEEntre el censo de 1981 y el anterior, aparece este municipio porque se segrega del municipio 43155 (Tortosa) |

## Administración
| Periodo   | Nombre                                           | Partido           |
| --------- | ------------------------------------------------ | ----------------- |
| 1979-1983 | Jesús Pérez Casanova                             | PSC               |
| 1983-1987 | Jesús Pérez Casanova                             | Independiente     |
| 1987-1991 | Pedro Arques Royo                                | Independiente     |
| 1991-1995 | Agustí Castells Casanova                         | CiU               |
| 1995-1999 | Juan Bertomeu i Bertomeu                         | PP                |
| 1999-2003 | Jordi Casanova Giner / Inmaculada Juan Franch    | PSC y CIU         |
| 2003-2007 | Inmaculada Juan Franch / Jordi Casanova Giner    | CIU y PSC         |
| 2007-2011 | Gervasi Aspa Casanova                            | ERC-AM            |
| 2011-2015 | Gervasi Aspa Casanova / Jose Emilio Bertomeu Rio | ERC-AM Y PSC      |
| 2015-2019 | Lluís Soler Panisello                            | CIU               |
| 2019-2023 | Lluís Soler Panisello                            | Enlairem Deltebre |
| 2023-act. | Lluís Soler Panisello                            | Enlairem Deltebre |

## Cultura
El término municipal incluye tres espacios considerados de interés natural: la punta del Fangar, que incluye un puerto y una playa; la laguna del Canal Viejo, y la zona conocida como el Garchal formada por pequeñas islas. Cuenta con un ecomuseo destinado a orientar a los visitantes que realizan excursiones por el parque natural del Delta del Ebro y con el centro de inspiración turística EbreTerra, un edificio de carácter modernista dedicado a promocionar las enormes posibilidades turísticas del delta del Ebro.
Deltebre celebra su fiesta mayor en el mes de agosto. En mayo tiene lugar una celebración en conmemoración de la segregación del municipio. 
Deltebre cuenta con dos publicaciones dirigidas a los ciudadanos. La primera de ellas se llama "Desaigüe" y está destinada a toda la población en general, con noticias sobre el pueblo, su gastronomía, las actividades culturales y lúdicas, las nuevas construcciones municipales, etc. La segunda revista está dirigida a los jóvenes del pueblo y se llama "I per què?", los jóvenes quedan informados de las actividades dirigidas especialmente para ellos, sus páginas están llenas de música, literatura, cultura y actividades por y para los chicos y chicas de Deltebre.

## Deportes
El deporte más practicado en Deltebre es el fútbol, actividad muy popular entre los jóvenes de la población. Los dos principales clubes son la U.D. Jesus i Maria, situada en el barrio de Jesús y María y el Club Deportiu La Cava. Cabe destacar la gran rivalidad existente entre ambos clubes de fútbol y la división local entre los aficionados de ambos equipos. Entre los resultados más importantes destacan las temporadas en tercera división de España por parte del C.D. La Cava durante los años 80, y el ascenso a Territorial Preferente de Cataluña por parte de la U.D. Jesus i Maria en la temporada 2014-15.
Deltebre cuenta también con un importante club de patinaje artístico y con dos clubes de twirling, situándose como una de las potencias nacionales en ambos deportes.

## Ciudades hermanadas
- Reinosa, Cantabria,  España.